# Lijst van voetbalinterlands Australië - Hongarije (vrouwen)
Deze lijst van voetbalinterlands is een overzicht van alle officiële voetbalinterlands tussen de nationale vrouwenteams van Australië en Hongarije. De landen hebben tot nu toe één keer tegen elkaar gespeeld.

## Wedstrijden
| № | Plaats  | Datum            | Competitie        | Wedstrijd             | Uitslag |
| - | ------- | ---------------- | ----------------- | --------------------- | ------- |
| 1 | Csákvár | 11 augustus 1997 | Vriendschappelijk | Hongarije − Australië | 0 − 4   |

## Samenvatting
| Competitie        | Totaal gespeeld | Winst Australië | Gelijk | Winst Hongarije | Doelsaldo Australië – Hongarije |
| ----------------- | --------------- | --------------- | ------ | --------------- | ------------------------------- |
| Vriendschappelijk | 1               | 1               | 0      | 0               | 4 − 0                           |
| Totaal            | 1               | 1               | 0      | 0               | 4 − 0                           |